# 왕새매
왕새매(영어: Gray-faced Buzzard, 학명: Butastur indicus)는 수리목 수리과에 속하는 새이다. 대한민국에서는 가을에 흔하게 보이는 나그네새이다.

## 생김새
몸윗면은 적갈색이고 뺨은 엷은 회색을 띠는 갈색이다. 멱은 흰색이고 굵은 줄무늬가 하나가 세로로 있다. 배에는 여러 개의 갈색 가로 줄무늬가 있다.

## 서식지
농경지, 낮은 산과 구릉에서 서식한다. 중국 동북부, 한국, 일본에서 번식하고 중국 남부, 동남아시아에서 월동한다. 이동 시기가 되면 큰 무리를 형성하여 이동한다.